# Словечанський кряж (заказник)
Словеча́нський кряж — лісовий заказник місцевого значення в Україні. Розташований у межах Овруцького району Житомирської області, в районі Словечансько-Овруцького кряжа. 
Площа 18268,7  га. Статус надано згідно з рішенням 3 сесії 23 скликання Житомирської облради від 17.09.1998 року. Перебуває у віданні ДП «Словечанське ЛГ». 
Створений з метою охорони розлогого природного комплексу на півночі Житомирського Полісся. Тут розвинуті річкові долини, болота, еолові форми поверхні, горбисто-моренний реліктовий рельєф. У лісах — насадження дуба скельного, у підліску зростає рідкісна лікарська рослина — рододендрон жовтий. Багатий тваринний світ. 